# Canton d'Angoulême-Nord
Le canton d'Angoulême-Nord est une ancienne division administrative française, située dans le département de la Charente. Il avait été créé par le décret no 82-25 du 15 janvier 1982 portant modification et création de cantons dans le département de la Charente qui avait créé trois cantons en remplacement des anciens cantons d'Angoulême-I et Angoulême-II.

## Composition
Le canton d'Angoulême-Nord se composait d’une fraction de la commune d'Angoulême. Il comptait 13 895 habitants (population municipale) au 1er janvier 2012.
| Nom                   | Code Insee | Intercommunalité  | Population (dernière pop. légale)               |
| --------------------- | ---------- | ----------------- | ----------------------------------------------- |
| Angoulême (chef-lieu) | 16015      | CA GrandAngoulême | Fraction : 13 895(2012) Commune : 41 955 (2014) |

## Représentation
| Période | Période | Identité                   | Étiquette | Qualité |
| ------- | ------- | -------------------------- | --------- | --- |
| 1982    | 1992    | Jacques Troger (1936-2018) | PS        | Adjoint au maire d'Angoulême (1983-1989)                                                                                      |
| 1992    | 2004    | Bernard Vergès             | RPR       | Médecin Premier adjoint au maire d'Angoulême (1995-2001)                                                                      |
| 2004    | 2015    | Frédéric Sardin            | PS        | Assistant parlementaire de Martine Pinville Adjoint au maire d'Angoulême (2008-2014) Élu en 2015 dans le canton d'Angoulême-2 |

## Élections cantonales de mars 2004
- Résultats du scrutin du 28 mars 2004 :

| Nom               | Nuance | Voix  | % exprimés | élu/battu |
| ----------------- | ------ | ----- | ---------- | --------- |
| Frédéric Sardin   | PS     | 2 841 | 57,33 %    | élu       |
| Jean-Claude Mogis | UMP    | 2 097 | 42,47 %    | battu     |

- Rappel du 1er tour, scrutin du 21 mars 2004:

| Nom                  | Nuance         | Voix  | % exprimés | élu/battu |
| -------------------- | -------------- | ----- | ---------- | --------- |
| Frédéric Sardin      | PS             | 1 593 | 33,35 %    | ballotage |
| Jean-Claude Mogis    | UMP            | 1 566 | 32,78 %    | ballotage |
| Dominique Deprecq    | FN             | 463   | 9,69 %     | battu     |
| Olivier Boissonnot   | Divers gauche  | 262   | 5,48 %     | battu     |
| Jean-Pierre Courtois | Extrême gauche | 158   | 3,31 %     | battu     |
| Alain Chailloux      | Divers droite  | 74    | 1,55 %     | battu     |
| Alain Simard         | PCF            | 197   | 4,12 %     | battu     |
| Michel Villessot     | Les Verts      | 344   | 7,20 %     | battu     |

## Démographie
| 1982 | 1990   | 1999   | 2006   | 2011   | 2012   |
| ---- | ------ | ------ | ------ | ------ | ------ |
| -    | 13 218 | 13 727 | 13 601 | 13 990 | 13 895 |